# 안탈키다스 평화조약
안탈키다스 평화조약(고대 그리스어: Ανταλκίδειος Ειρήνη, Peace of Antalcidas)은 기원전 387년에 도시국가 스파르타와 페르시아 제국 아케메네스 왕조 사이에 맺어진 강화조약이다. 안탈키다스의 이름은 화약을 체결시킨 스파르타 외교관의 이름을 따서 지었다. 또한 페르시아 제국 아케메네스 왕조의 아르타크세르크세스 2세를 기리는 의미에서 ‘대왕의 화약’이라고도 불린다.

## 배경
코린토스 전쟁 이후 도시국가 아테네는 세력을 확장하고 패권을 굳히고 있었다. 이에 스파르타는 페르시아 제국 아케메네스 왕조의 도움을 받아 아테네를 견제하도록 유도했다. 스파르타의 외교관이며, 장군이기도 했던 안탈키다스는 기원전 387년 수사에 가서 아르타크세르크세스 2세와의 협상 끝에 화약을 체결시켰다.

## 화약의 조항
페르시아는 그리스의 도시를 포함한 소아시아를 영유하는 것으로 한다. 아테네에 속해야 하는 렘노스, 브로스, 키프로스를 제외하고, 그리스의 도시국가들은 완전히 독립을 지킨다. 이 평화조약을 받아들이지 않으면 그 나라에 페르시아 제국이 전쟁을 일으킨다.